# Mnais semiopaca
Mnais semiopaca är en trollsländeart som beskrevs av May 1935. Mnais semiopaca ingår i släktet Mnais och familjen jungfrusländor. Inga underarter finns listade i Catalogue of Life.